# Lawrence Moten
Lawrence Edward Moten III (Washington, 25 marzo 1972) è un ex cestista e allenatore di pallacanestro statunitense, professionista nella NBA e in Grecia.

## Carriera
È stato selezionato dai Vancouver Grizzlies al secondo giro del Draft NBA 1995 (36ª scelta assoluta).

## Palmarès
- NCAA AP All-America Third Team (1995)
- All-ABA Honorable Mention Team (2006)